# Robert Putnam
Pour les articles homonymes, voir Putnam.
Robert David Putnam, né le 9 janvier 1941 à Rochester, État de New York, est un politologue américain, professeur à l'université Harvard. Il s'est rendu célèbre par ses écrits sur l'engagement civique, la société civile et le capital social. Putnam a aussi développé une théorie des jeux selon laquelle les accords internationaux seront négociés avec succès seulement s'ils apportent aussi des avantages nationaux.

## Biographie
Robert Putnam a obtenu son diplôme de Swarthmore College en 1963, a étudié à l'université d'Oxford, et a obtenu son doctorat à l'université Yale en 1970. Il a enseigné à l'université du Michigan jusqu'à son départ pour Harvard en 1979, où il a occupé divers postes dont celui de doyen de la Kennedy School. Il est aujourd'hui professeur en politiques publiques.
Son premier travail dans le domaine du capital social était Making Democracy Work: Civic Traditions in Modern Italy, étude comparative des gouvernements régionaux en Italie, selon laquelle la réussite des démocraties dépend pour une large part des liens horizontaux qui font le capital social.
En 1995, il publie « Bowling Alone: America's Declining Social Capital » dans le Journal of Democracy. Cet article a eu une large diffusion et a retenu l'attention, dont celle de Bill Clinton et Tony Blair. Il a été cependant critiqué, certains affirmant que Putnam avait ignoré les nouvelles organisations et nouvelles formes de capital social. 
En 2000, il a publié Bowling alone: The Collapse and Revival of American Community, un livre qui reprend sa thèse, y ajoutant de nouvelles preuves et répondant aux critiques.
Depuis, il concentre ses efforts à faire revivre le capital social américain, notamment par le Saguaro Seminar, séminaire virtuel qui fait se rencontrer universitaires, leaders de la société civile, commentateurs et hommes politiques, pour discuter des stratégies à mettre en œuvre dans le but de reconnecter les Américains à leurs communautés.

## Travaux sociologiques

### Bowling Alone
Robert Putnam est probablement l'un des contributeurs majeurs aux États-Unis et dans le monde du concept de capital social, notamment par la publication en 1995 d'un article controversé intitulé « Bowling alone » (développé en 2000 dans Bowling Alone. The Collapse and Revival of American Community). Cependant, il convient de ne pas confondre le concept de capital social développé par Putnam avec le concept de capital social utilisé par le sociologue français Bourdieu. 
Chez ce dernier, le capital social correspond au « carnet d'adresses » qui permet de conforter ou d'améliorer sa position sociale. En revanche selon Putnam, le capital social est en fait synonyme de lien social. En effet, il décrit le capital social comme relatif aux « caractéristiques de l'organisation sociale telles que les réseaux, les normes, et la confiance, qui facilitent la coordination et la coopération pour un bénéfice mutuel ».
Putnam soutient que, depuis les années 1960, les États-Unis subissent un effondrement sans précédent de leur vie civique, sociale, associative et politique – soit du capital social, avec des conséquences dramatiques. Il mesure ce déclin à l'aide de données variées, notamment la pratique du bowling : les ligues de bowling ont connu un déclin massif de leurs membres alors que, parallèlement, le nombre total de joueurs augmentait énormément.
Putnam établit une distinction entre deux types de capital social : le bonding capital (bonding : formation de liens affectifs en anglais) et le bridging capital (qui crée des ponts). Le bonding capital est celui qui est créé par une socialisation entre personnes semblables : de même âge, de même race, de même religion, etc. Il constate notamment que dans les communautés les plus diversifiées, la confiance entre individus diminue fortement. La société multiculturelle conduirait ainsi à l'isolement et l'anomie sociale. Pour combattre ces effets et obtenir des sociétés paisibles dans un pays multiethnique, un second type de capital social est nécessaire. Bridging, c'est ce qu'on fait quand on devient amis de personnes qui ne nous ressemblent pas, comme les supporters d'une autre équipe de football.

### Better Together
Dans son ouvrage Better Together, Putnam explore les nouvelles formes de création de capital social et de création de communautés.

### E Pluribus Unum
Dans son étude E pluribus unum: diversity and community in the twenty-first century, il remarque que plus l'hétérogénéité ethnique augmente et semble entraîner une désintégration du tissu social, moins les différents groupes ethniques se font mutuellement confiance. Il constate que cette dégradation s'opère indépendamment de la couleur de peau. Il note également que la diversité ethnique ne conduit pas au déclenchement d'hostilités entre groupe ethnique :
« Rather, inhabitants of diverse communities tend to withdraw from collective life, to distrust their neighbours, regardless of the colour of their skin, to withdraw even from close friends, to expect the worst from their community and its leaders, to volunteer less, give less to charity and work on community projects less often, to register to vote less, to agitate for social reform more, but have less faith that they can actually make a difference, and to huddle unhappily in front of the television. Note that this pattern encompasses attitudes and behavior, bridging and bonding social capital, public and private connections. Diversity, at least in the short run, seems to bring out the turtle in all of us. »
— Robert Putman

« Les habitants de communautés hétérogènes ont plutôt tendance à se retirer de la vie collective, à se méfier de leurs voisins, indépendamment de leur couleur de peau, à se retirer même des relations avec des amis proches, à attendre le pire de leur communauté et de leurs chefs, à être moins bénévoles, à moins voter, à exiger plus ardemment des réformes sociales, sans avoir grand espoir qu'elles porteront leurs fruits, et à se blottir, mécontents, devant la télévision. Il faut noter que cette disposition concerne les attitudes et les comportements, la formation des liens affectifs et les rapprochements, les relations privées et publiques. La diversité, au moins à court terme, semble faire ressortir la tortue qui est en nous. »

## Publications
- The Beliefs of Politicians: Ideology, Conflict, and Democracy in Britain and Italy (1973)
- The Comparative Study of Political Elites (1976)
- Bureaucrats and Politicians in Western Democracies (avec Joel D. Aberbach and Bert A. Rockman, 1981)
- Hanging Together: Cooperation and Conflict in the Seven-Power Summits (avec Nicholas Bayne, 1984, revised 1987)
- Making Democracy Work: Civic Traditions in Modern Italy (avec Robert Leonardi and Raffaella Nannetti, 1993)
- Bowling Alone: The Collapse and Revival of American Community (2000)
- Democracies in Flux: The Evolution of Social Capital in Contemporary Society (publié par Robert D. Putnam), Oxford University Press, (2002)
- Better Together: Restoring the American Community (avec Lewis M. Feldstein, 2003)
- « E Pluribus Unum: Diversity and Community in the Twenty-First Century » in Scandinavian Political Studies, vol. 30 - No 2, 2007, p. 137-174